# Gaston Mayor
Pour les articles homonymes, voir Mayor.
Gaston Mayor est un boxeur français né le 29 février 1908 à Ségovie et décédé le 5 février 1990 à Lézat-sur-Lèze dans l'Ariège.

## Carrière
Il est sacré champion de France amateurs dans la catégorie poids légers en 1931>. Aux Jeux de Los Angeles en 1932 dans la catégorie poids légers, il bat le Mexicain Manuel Ponce avant de s'incliner contre le Suédois Thure Ahlqvist.

## Référence
1. ↑  État civil sur le fichier des personnes décédées en France depuis 1970